# Handens muskler
Handens muskler
De muskler som verkar på handens leder sitter till stor del i underarmen (antebrachium). På underarmens baksida (posterior) sitter muskler som sträcker ut (extenderar) fingrarna och på underarmens framsida (anterior) muskler som böjer (flexerar) fingrarna. Dessa muskler har långa senor som leder ut i handen (manus) och fingrarna (digiti manus).
I själva handen finns främst muskler som för isär (abducerar) och ihop (adducerar) fingrarna samt de som för ihop tummen (pollex) med de fyra ulnara fingrarna (opposition).

## Flexormuskler
| Underarmens framsida, ytliga flexormuskler.                                                      | Underarmens framsida, djupa flexormuskler. |
| Underarmens framsida – ytliga samt djupa flexormuskler. Illustration: Gray's Anatomy, 1918. (PD) |                                            |

Underarmens flexormuskler är de muskler som böjer (flexerar) fingrarna. Varje finger har två flexormuskler på underarmens framsida vars senor sträcker ut till fingrarnas leder. 
I handleden passerar flexorsenorna under ett starkt ledband, flexorretinaklet (retinaculum flexorum) och genom karpaltunneln (canalis carpi).
De djupa flexorerna sträcker sig ut till de distala falangerna och de ytliga till mellanfalangerna. I fingrarna binds flexorsenorna till benen av kraftiga, fibrösa senskidor eller bursor (vaginae fibrosae digitorum manus). Senorna löper tillsammans in i skidorna. Vid basen för fingrarnas grundfalanger delar sig de ytliga senorna så att de djupa senorna kan passera genom springan som bildas. De ytliga senorna förenas sedan igen innan de fäster i mellanfalangernas bas.
Tummen har en kort och en lång flexor som ingår i tummens muskelgrupp tenar.
| - M. flexor carpi radialis - M. palmaris longus - M. flexor carpi ulnaris - M. flexor digitorum superficialis - M. flexor digitorum profundus - M. flexor pollicis longus | Flexormuskler |

## Extensormuskler
| Underarmens baksida, ytliga extensormuskler.                                                      | Underarmens baksida, djupa extensormuskler. |
| Underarmens baksida – ytliga samt djupa extensormuskler. Illustration: Gray's Anatomy, 1918. (PD) |                                             |

Underarmens extensormuskler är de muskler som sträcker (extenderar) fingrarna. 
Extensorerna finns på underarmens baksida och deras infästning i handen är mer komplicerad än flexorerna. Interosseusmusklerna och lumbrikalmusklerna har sina ursprung i extensorsenorna i mellanhanden (metacarpus). 
I knoglederna (art. metacarpophalangeae)
- Extensoraponeuros
- Extensorretinakel

| - M. extensor carpi radialis longus - M. extensor carpi radialis brevis - M. extensor digitorum - M. extensor digiti minimi - M. extensor carpi ulnaris - M. anconeus - M. abductor pollicis longus - M. extensor pollicis longus - M. extensor pollicis brevis - M. extensor indicis |

## Pronations- och supinationsmuskler
| Pronationsmuskler                                                |
| ---------------------------------------------------------------- |
| - M. pronator teres - M. brachioradialis - M. pronator quadratus |
| Supinationsmuskler                                               |
| - M. brachioradialis - M. triceps brachii - M. supinator         |

Underarmens pronationsmuskler är de muskler som vänder handen inåt (pronerar).
Underarmens supinationsmuskler är de muskler som vänder handen utåt (supinerar):

## Oppositionsmuskler
Huvudartiklar: Tenar, hypotenar
| Tenar |
| --- |
| - M. abductor pollicis brevis - M. flexor pollicis brevis - M. opponens pollicis - M. adductor pollicis      |
| Hypotenar |
| - M. palmaris brevis - M. abductor digiti minimi - M. flexor digiti minimi brevis - M. opponens digit minimi |

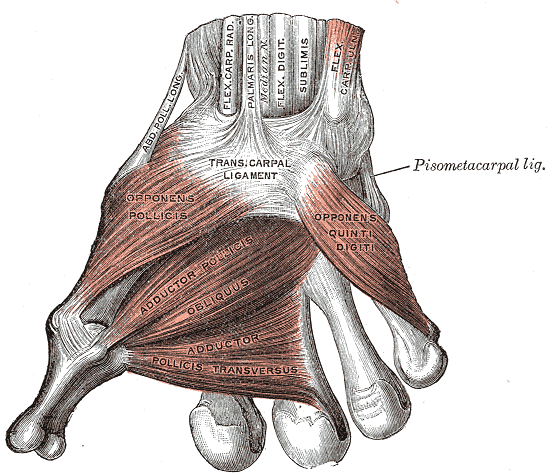
Tenar och hypotenar

Tenar (thenar) är den muskelgrupp som för tummen ihop (adducerar) och isär (abducerar) från handen samt för ihop tummen med de fyra ulnara fingrarna (opposition).
Hypotenar (hypothenar) kallas även lillfingrets muskler eftersom de från handens ulnara sida sträcker sig ut i lillfingret. Till muskelgruppen räknas även m. palmaris brevis som inte direkt påverkar lillfingrets rörelser men som ingår i muskelpaketet innanför fingret.

## Adduktions- och abduktionsmuskler
Huvudartiklar: Interosseusmuskler, lumbrikalmuskler
| Palmara interosseimuskler                                                       | Dorsala interosseimuskler |
| Palmara och dorsala interosseimuskler. Illustration: Gray's Anatomy, 1918. (PD) |                           |

Interosseusmuskler (mm. introssei)...
De palmara interosseimusklerna adducerar fingrarna, de dorsala abducerar fingrarna. De dorsala är starkare.
Lumbrikalmuskler (mm. lumbricales) har stor betydelse för de ulnara fingrarnas finmotorik och för deras positionsbestämning.